# Ракшин, Александр Фёдорович
Александр Фёдорович Ракшин (род. 3 июня 1951 года, с. Алтайское, Алтайский край) — российский предприниматель, совладелец крупнейшего сибирского продуктового предприятия розничной торговли «Мария-Ра».

## Биография
Александр Фёдорович Ракшин родился 3 июня 1951 года в посёлке Алтайское Алтайского края (РСФСР). В 1968 году, окончив местную среднюю школу, поступил на факультет физвоспитания Барнаульского педагогического института. В детстве и молодости активно занимался лыжным спортом, первый тренер — Л. А. Собянин. В 1973 году выиграл серебряные медали первенства СССР по лыжным гонкам, а в 1972—1976 годах был призёром первенств СССР среди молодёжи, чемпион Вооружённых Сил СССР. Мастер спорта СССР по лыжным гонкам, входил в состав сборной СССР.
После окончания института и карьеры спортсмена работал тренером. С 1984 по 1990 год был преподавателем физкультуры школы № 64 города Барнаула, во время летних каникул организовывал палаточные лагеря для школьников в Алтайских горах. В 1990 году решил заняться бизнесом.
В апреле 2013 года Ракшин впервые был включён рейтинг российской версии журнала Forbes «200 богатейших бизнесменов России», заняв в нём 148-е место с оценкой состояния в $700 млн.
В последние годы стал отходить от оперативного управления бизнесом, отводя себе роль руководителя отдела развития.

## Бизнес

### Розничная торговля
В 1990 году организовал недалеко от родного села Алтайское вместе с двумя знакомыми звероферму, на которой разводил чёрно-бурых лисиц и норок, из шкурок которых шили шапки на продажу. В марте 1993 года расстался с партнёрами, забрав в качестве своей доли овощной магазин площадью 70 м² в Барнауле на улице Советской, 3. Магазин Ракшин назвал «Мария-Ра» в честь матери. Параллельно занимался оптовой торговлей. В 1994 году обзавёлся вторым магазином, начав создание торговой сети «Мария-Ра». К 1998 году сеть Ракшина насчитывала 15 магазинов, впрочем главный доход по прежнему приносила оптовая торговля.
После кризиса 1998 года и резкого падения курса рубля, вызвавшего рост цен на импортные продукты, Ракшин решил сделать ставку на розничный бизнес, ориентируясь в первую очередь на продукцию российских производителей. В начале 2000 года сеть насчитывала 20 магазинов в Барнауле и пригороде. В 2002 году сеть вышла за пределы краевой столицы, начав строительство торгового центра в городе Рубцовске площадью 8000 м². В том же году сеть открыла один из первых в крае супермаркетов. Начиная с 2005 года Ракшин начинает открывать магазины за пределами Алтайского края.
Изучать опыт розничной торговли предприниматель начал ещё в 1996 году, специально съездив для этого в Германию и Францию. Западный опыт Ракшин стал применять в России, требуя от своих поставщиков работать по новому, например, добиваясь от производителей маркировки своих товаров штрихкодом. Одновременно предприниматель занялся выпуском продуктов под собственными торговыми марками (англ. private label), доля которых в обороте компании «Мария-Ра» составляет почти 20 %. Много внимания Ракшин уделяет мотивации и обучению персонала. Так, в 2001 году был открыт корпоративный центр обучения и повышения профессиональной компетенции.
В 2012 году компании Ракшина открыли в Новосибирске и Кемерове пять торговых центров площадью от 3 до 5 тысяч м², а также современный распределительный центр в Новоалтайске площадью 40 000 м². Летом 2013 года в том же Новоалтайске планировалось запустить проект «Фабрика-кухня» площадью в 14 000 м², на которых будут производить полуфабрикаты и замороженный хлеб для реализации через магазины «Марии-Ра» под собственной маркой.

### Другие направления бизнеса
В 2000 году Ракшин занялся торговлей зерном, для чего купил элеватор. В 2006 году предприниматель оставил этот бизнес, посчитав, что он требует слишком много времени. Также Ракшин собирался заняться сельским хозяйством, для чего планировал покупать землю, но позднее отказался от инвестиций в агросектор.
В 2006—2007 годах он купил в Новосибирске за более 900 млн рублей гостиницу «Центральная» и Центральный рынок площадью 2,7 га. Сам Ракшин обещал, что рынок в течение 10 лет не будет менять профиль, но это не помешало появлению слухов о том, что рынок будет снесён, а на его месте построят жилой квартал и гостиничный комплекс. В 2011 году мэрия и градостроительный совет Новосибирска одобрили проект строительства на месте построенной в 1960-х годах гостиницы «Центральной» 26-этажного четырёхзвездного отеля высотой 86 метров на 374 номера, с двухэтажной подземной парковкой на 220 мест, spa-центром, конгресс-холлом, остеклённым атриумом с зимним садом, несколькими кафе и рестораном на крыше. В конце 2012 года проект будущего отеля вызвал недовольство экспертного сообщества и общественности, в частности в Интернете был начат сбор подписей против реконструкции гостиницы «Центральная». С критикой планов Ракшина выступили новосибирский губернатор Василий Юрченко и полпред президента РФ в СФО Виктор Толоконский.
Весной 2012 года ООО «Первый», дочерняя компания торговой сети «Мария-Ра», выкупила 75,01 % акций ОАО «Барнаульский аппаратурно-механический завод» (БАМЗ), выпускающий сварочное, газорежущее и прочее оборудование, занимающий 10 гектаров земли в центре Барнаула. Ранее заводом интересовались новосибирская компания «Новые торговые системы» (супермаркеты «Пятерочка» и «Патэрсон», а также другие компании.

## Спорт и благотворительность
Традиционно Ракшин делает ставку не на рекламу и маркетинг, а на социальные массовые проекты наподобие ежегодных голосований за лучшего врача или учителя района, в которых расположены магазины сети, а также спортивные и благотворительные проекты. В 2006 году «Мария-Ра» и лично Александр Ракшин проспонсировали строительство лыжной трассы в Барнауле протяженностью 25 км, названной «Лыжня здоровья». В октябре 2013 года было объявлено о том, что компания Ракшина построит в Томске лыжную трассу «Тропа здоровья» протяженностью около 10 километров от стадиона «Политехник» до посёлка Аникино. Всего на поддержку спорта в России, в том числе на проведение «Лыжни России», соревнований, праздников, спортивных коллективов и спортсменов Алтайского края, «Мария-Ра» тратит около 70 млн рублей в год.

## Личная жизнь
Женат, двое детей. Сын — Евгений, окончил юридический факультет Алтайского государственного университета, работает в сети «Мария-Ра», где отвечает за строительство и собственное производство, совладелец строительной фирмы «Центральная-альфа», совладелец и гендиректор ООО «Первый». Дочь — Алла, окончила МГИМО, знает японский язык, вместе с мужем работает в сети «Мария-Ра», финансовый директор.
Хобби — прогулки по лесу: летом — пешие, зимой — на лыжах.

## Награды
Дважды, в 2002 и 2007 годах, признавался «Менеджером года» по итогам опроса предпринимателей Алтайского края газеты «Ваше дело».
В сентябре 2013 года Ракшин вошёл под девятым номером в «Топ-1000 российских менеджеров» Ассоциации менеджеров России и издательского дома «Коммерсантъ».